# Daniel Carvalho da Silva
Daniel Carvalho da Silva (født 10. marts 1981) er en brasiliansk fodboldspiller.
Han har spillet for flere forskellige klubber i sin karriere, herunder Thespa Kusatsu.